# .at
.at este un domeniu de internet de nivel superior, pentru Austria (ccTLD).